# Delphine Réau
Delphine Jeanine Annie Réau (* 19. September 1973 in Melun als Delphine Racinet) ist eine französische Sportschützin. Sie tritt in der Disziplin Trap an.

## Erfolge
Delphine Réau, die für den Racing Club de France schießt, nahm an drei Olympischen Spielen teil: im Jahr 2000 qualifizierte sie sich unter ihrem damaligen Mädchennamen Racinet in Sydney als Vierte der Qualifikation für die Finalrunde, in der sie mit 92 Punkten den zweiten Platz belegte und so hinter Daina Gudzinevičiūtė und vor Gao E die Silbermedaille gewann. 2008 verpasste sie in Peking als 13. das Finale. Bei den Olympischen Spielen 2012 in London zog sie, nunmehr unter dem Nachnamen Réau, wiederum als Vierte der Qualifikation ins Finale ein. In diesem erzielte sie, ebenso wie zwei Konkurrentinnen, 93 Punkte, sodass es zu einem Stechen um die Ränge zwei bis vier kam. Während Zuzana Štefečeková alle drei Ziele traf, verfehlte Réau eines davon. Da Alessandra Perilli jedoch nur eines von drei Zielen traf, gewann Réau Bronze.
Bei Weltmeisterschaften gewann sie im Einzel 1999 in Tampere Bronze, mit der Mannschaft wurde sie sowohl 1999 als auch 2011 in Belgrad Vizeweltmeisterin.
Sie ist verheiratet und hat ein Kind.